# Weltewitz
Weltewitz ist ein Ortsteil der Gemeinde Jesewitz im Landkreis Nordsachsen, Sachsen.

## Lage
Der Ort liegt südlich des Hauptortes Jesewitz. Westlich des Ortes verläuft die Bundesstraße 87. Durch den Ort führt die Kreisstraße 742.  
Er liegt in der östlichen Verlängerung der (bevorzugt genutzten) südlichen Start- und Landebahn des Großflughafens Leipzig / Halle, so dass die Jets im Landeanflug bei im Leipziger Raum häufig aus westlichen Richtungen wehenden Winden in geringer Höhe (< 2 km) über das Gemeindegebiet gesteuert werden.
Weltewitz soll deshalb künftig zum Siedlungsbeschränkungsgebiet gehören. Das heißt, infolge der häufigen, vor allem durch den nächtlichen Frachtflugbetrieb (allein ca. 60 Frachtflugzeuge landen und starten im Durchschnitt pro Nacht in Leipzig / Halle) verursachten Überflüge in geringer Höhe und einer vorgesehenen, weiteren Steigerung der Anzahl von Frachtflügen ist es nach neueren Messungen und Berechnungen in Weltewitz so laut, dass dort keine neuen Wohnungen, Kindertagesstätten etc. mehr errichtet werden dürfen.

## Geschichte

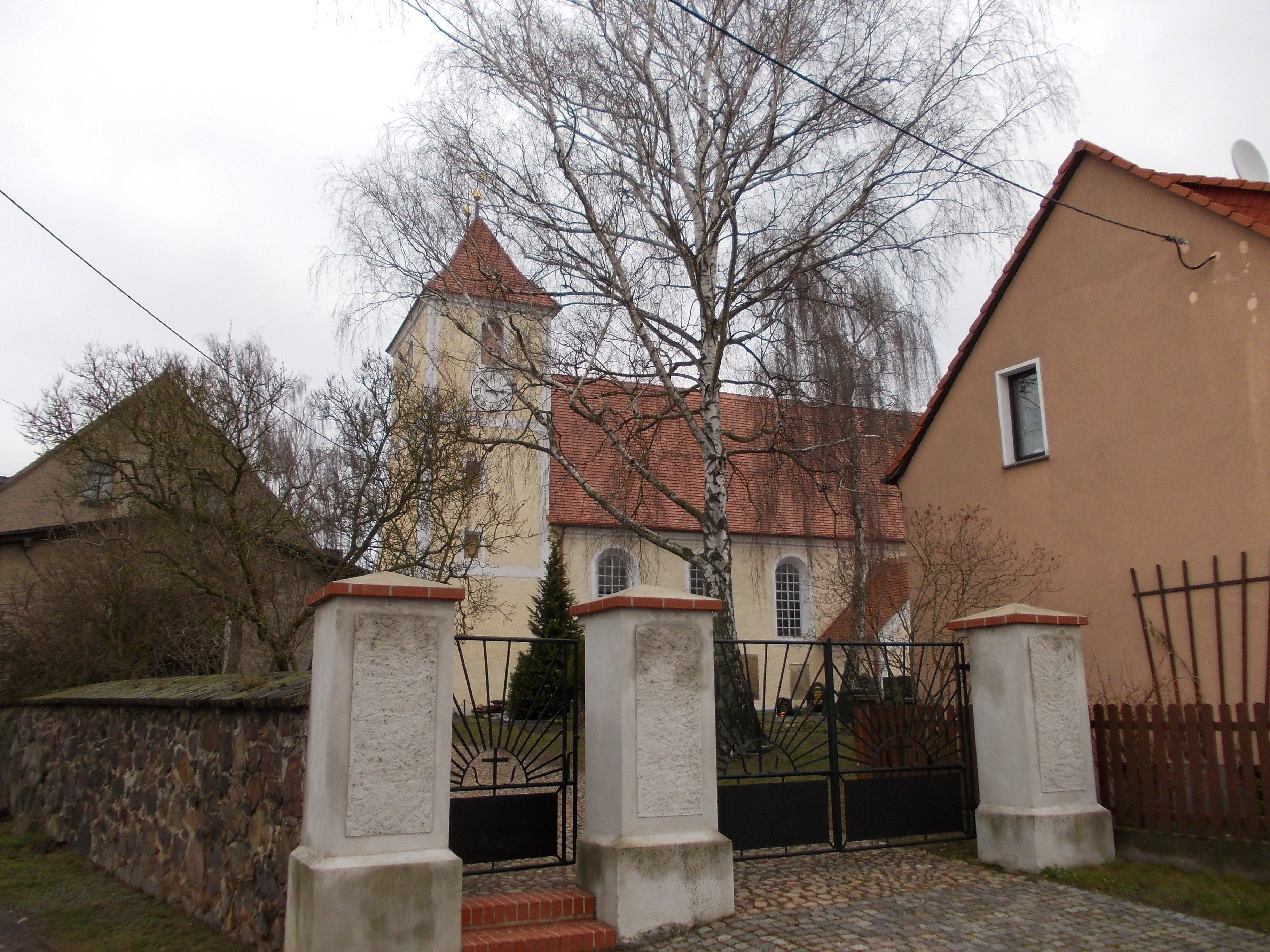
Dorfkirche Weltewitz

Aus einer slawischen Siedlung ging der jetzige Ort hervor, der 1156 erstmals als Uultewice erwähnt wird. Die Errichtung des Turms der Kirche wird im 15. Jahrhundert vermutet; 1694 erfolgte eine Vergrößerung des Kirchenschiffs. In ihr steht eine historisch wertvolle, 2008 restaurierte, kleine Orgel von 1722 der Orgelbauerfamilie Donati. Weltewitz gehörte bis 1815 zum kursächsischen bzw. königlich-sächsischen Amt Eilenburg. Durch die Beschlüsse des Wiener Kongresses kam der Ort zu Preußen und wurde 1816 dem Kreis Delitzsch im Regierungsbezirk Merseburg der Provinz Sachsen zugeteilt, zu dem er bis 1952 gehörte. Zwischen 1914 und 1918 wurde das Kriegerdenkmal errichtet.
Am 20. Juli 1950 erfolgte die Eingemeindung nach Jesewitz. Im Zuge der zweiten Kreisreform in der DDR im Jahr 1952 wurde Jesewitz mit seinen drei damaligen Ortsteilen dem Kreis Eilenburg im Bezirk Leipzig angeschlossen, welcher 1994 im Landkreis Delitzsch aufging.